# District historique de Tombstone
Le district historique de Tombstone (en anglais : Tombstone Historic District) est un district historique à Tombstone, dans le comté de Cochise, en Arizona. Il est classé National Historic Landmark depuis le 4 juillet 1961 et inscrit au Registre national des lieux historiques depuis le 15 octobre 1966.